# Snörom, Nacka

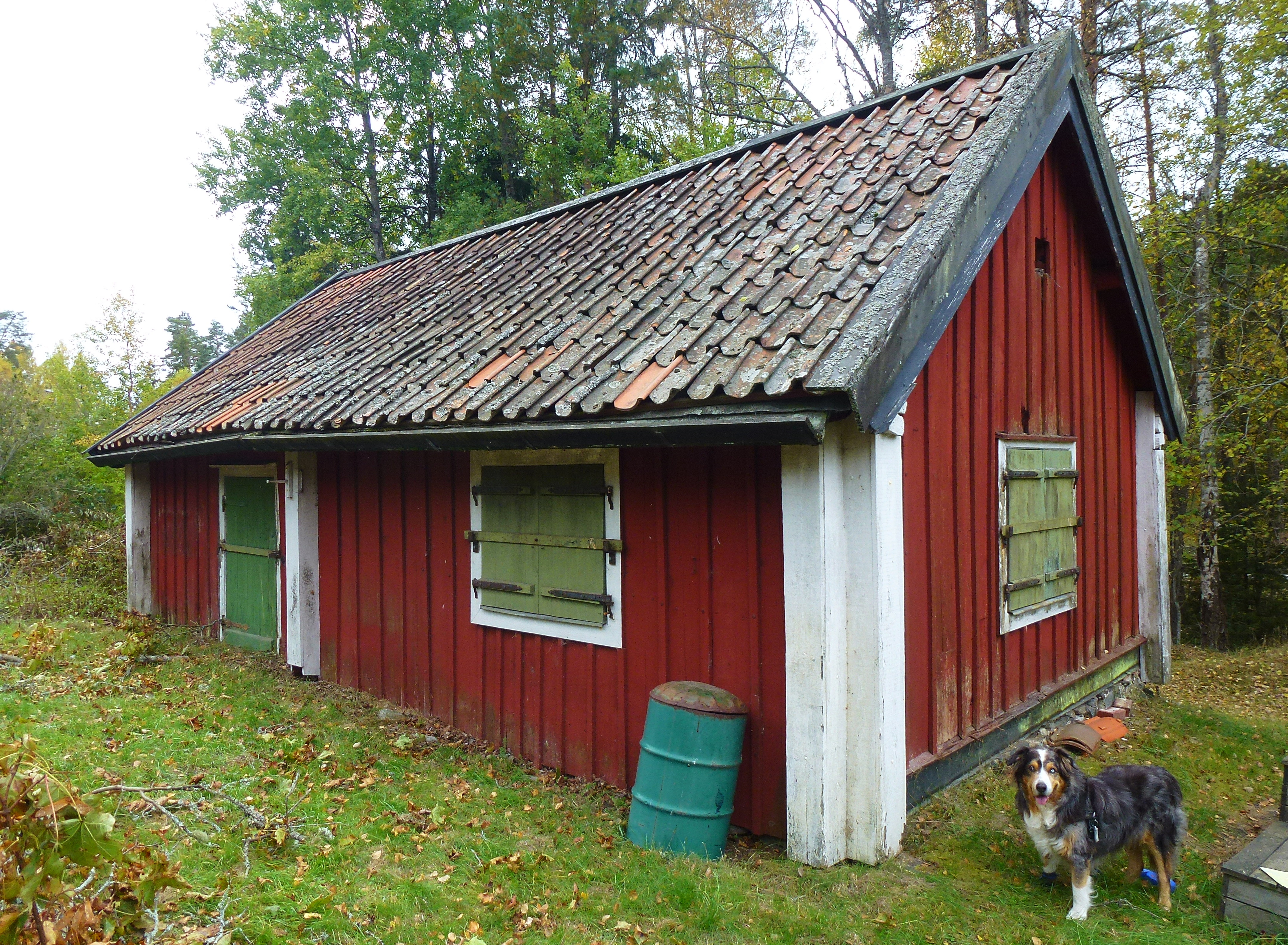
Fritidshuset Snörom 2015.

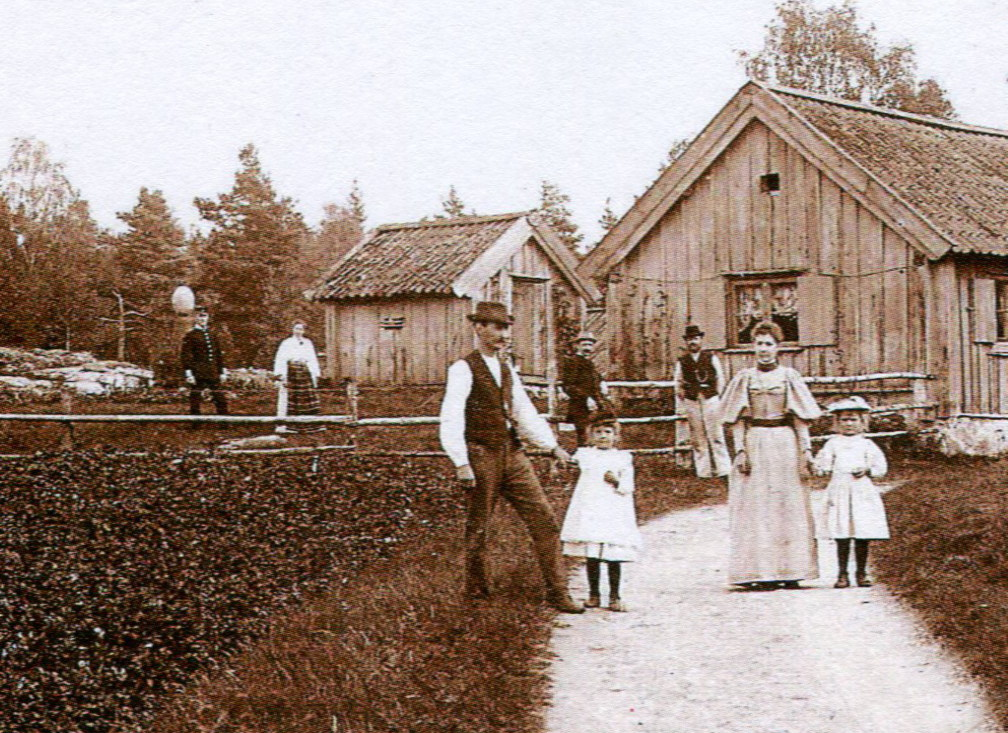
Torpet Snörom, boende på 1890-talet.

Snörom (uttalas snör-om, även kallad Snurrom) är ett tidigare dagsverkstorp som låg under godset Erstavik, beläget vid Ältavägen i Nacka socken, nuvarande Nacka kommun.

## Historik
Namnet härrör troligen från att den gamla landsvägen mot Erstavik gjorde här en kraftig sväng. Torpet är känt sedan 1691 och ligger vid Källtorpssjöns sydöstra slut. Närmaste grannar är Källtorpet och Tenntorp, båda finns bevarade.
Snörom var bland annat bostad för klockaren vid Nacka gamla kyrka. Mellan åren 1712 och 1769 var Snörom båtsmanstorp, därefter övertog Tuppstugan den uppgiften och Snörom blev skogvaktarbostad för skogvaktaren på Erstavik. En av dem var Anders Söderberg, född 1738, som skötte sitt arbete här under 30 år.
Dagens huvudbyggnad härrör från 1700-talet och är en enkelstuga uppförd i liggtimmer och panelad. På tomten finns även en mindre bod. Till Snörom hörde inga ägor, bara ett kappland (154,27 m²) mark, där de boende odlade potatis. På 1970-talet genomfördes en omfattande restaurering av byggnaden, som numera hyrs ut som fritidshus. Strax söder om torpet ligger en skjutbana för sportskytte.